# Ketil Kronberg

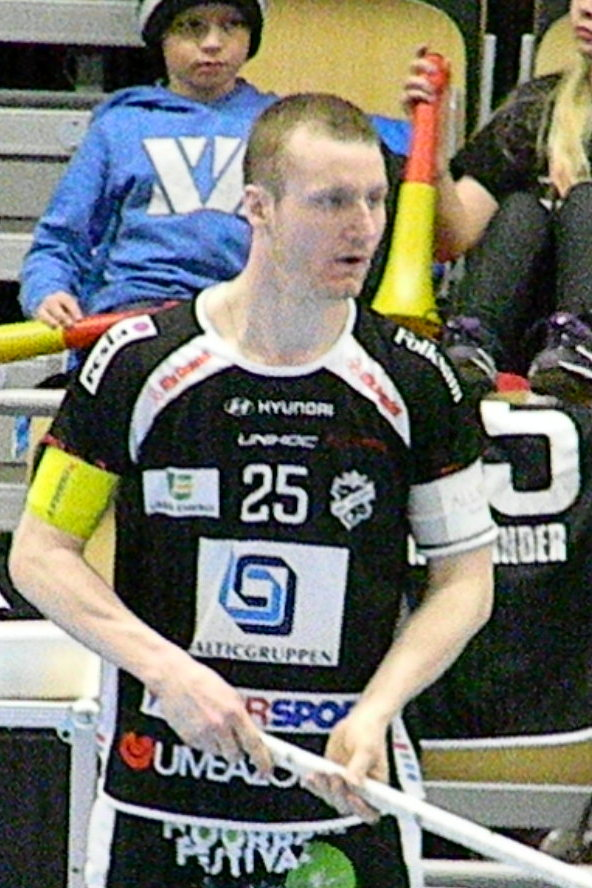
Ketil Kronberg

Ketil Kronberg, född den 23 augusti 1980, är en norsk innebandyspelare. Han representerar IBK Dalen i Svenska superligan (SSL) och det norska landslaget. Han är lagkapten i såväl klubblag som landslag.
Kronberg inledde innebandykarriären i Holum IBK (senare Gjelleråsen IF). Säsongen 2004/2005 gjorde Kronberg ett första gästspel i Sverige och noterades för tre matcher med IBF Falun. År 2006 värvades han av Umeålaget IBK Dalen. År 2010 återvände Kronberg till Oslo och Gjelleråsen IF, men bara ett år senare valde han återigen spel i Umeå med IBK Dalen.
Kronberg har under samtliga sex säsonger hittills i SSL  rankats på topp-10-listan över världens bästa innebandyspelare (utsedda av tidningen Innebandymagazinet), år 2013 noterades han på andra plats och tilldelades samma år utmärkelsen "Årets center" i SSL.
Med IBK Dalen har Kronberg tagit två SM-silver, säsongen 2011/2012 (i final mot Storvreta IBK) och säsongen 2012/2013 (i final mot IBF Falun). Fram till och med säsongen 2011/2012 har Kronberg spelat 146 matcher i SSL och noterats för 241 poäng. I landslaget har han, fram till och med år 2015, noterats för 106 matcher och 155 poäng.
Ketil är även tränare till ett ungdomslag i IBK Dalen.